# Chiasmocleis capixaba
Espèce
Statut de conservation UICN

 LC  : Préoccupation mineure
Chiasmocleis capixaba est une espèce d'amphibiens de la famille des Microhylidae.

## Répartition
Cette espèce est endémique du Brésil. Son aire de répartition concerne une zone proche du niveau de la mer (altitude inférieure à 60 m) dans les États de Bahia et d'Espírito Santo,.

## Publication originale
- Cruz, Caramaschi & Izeckson, 1997 : The genus Chiasmocleis Méhely, 1904 (Anura, Microhylidae) in the Atlantic Rainforest of Brazil, with description of three new species. Alytes, vol. 15, no 2, p. 49-71.